# Alfred Beck (Tiermediziner)
Alfred Beck (* 21. Juni 1889 in Richen; † 2. November 1957 in Stuttgart) war ein deutscher Veterinärmediziner.

## Leben
Alfred Beck studierte Veterinärmedizin an der Tierärztlichen Hochschule Stuttgart. 1908 wurde er Mitglied des Corps Suevia Stuttgart. Nach Abschluss des Studiums und Promotion zum Dr. med. vet. 1912, war er bis 1914 Assistent am Tierhygienischen Institut der Universität Freiburg. Während des Ersten Weltkriegs, an dem er als Soldat teilnahm, legte er 1917 das Tierzuchtinspektor-Examen ab. 1920 erlangte er die Qualifikation für den badischen Staatsdienst. 1921 ging er als Assistent zum Tierseucheninstitut der Universität Leipzig, legte nebenher die Landwirtschaftliche Diplomprüfung ab, habilitierte sich in Veterinärmedizin und lehrte dort bis Oktober 1927 als Privatdozent polizeiliche Tiermedizin und Seuchenlehre. Anschließend kehrte er als Veterinärrat und Abteilungsleiter am Tierhygienischen Institut nach Freiburg zurück.
Im Oktober 1931 erhielt er die Ernennung zum außerordentlichen Professor für Anatomie und Physiologie der Haustiere und für Tierheilkunde an der Landwirtschaftlichen Hochschule Hohenheim. Zum 1. Mai 1933 der NSDAP beigetreten (Mitgliedsnummer 3.219.240), war er von 1934 bis 1935 Rektor der Hohenheimer Hochschule. Zu Beginn des Jahres 1936 wurde er zum Direktor der Veterinärpolizeilichen Anstalt in Oberschleißheim ernannt und im April desselben Jahres zum Honorarprofessor an der Tierärztlichen Fakultät der Ludwig-Maximilians-Universität München berufen.
Von Mai 1945 bis August 1947 war Beck wegen seiner Zugehörigkeit zur NSDAP bzw. ihrer Gliederungen interniert. Vier Jahre nach Kriegsende wurde er Veterinärreferent beim Regierungspräsidium Südwürttemberg-Hohenzollern. In der Folge wurde er beim Tierärztlichen Landesuntersuchungsamt Tübingen angestellt. Im Juli 1952 wurde er dessen Leiter, wo er für Planung und Einrichtung des neu zu erbauenden Untersuchungsamts in Aulendorf verantwortlich war und dessen erster Leiter wurde.